# TeamViewer SE

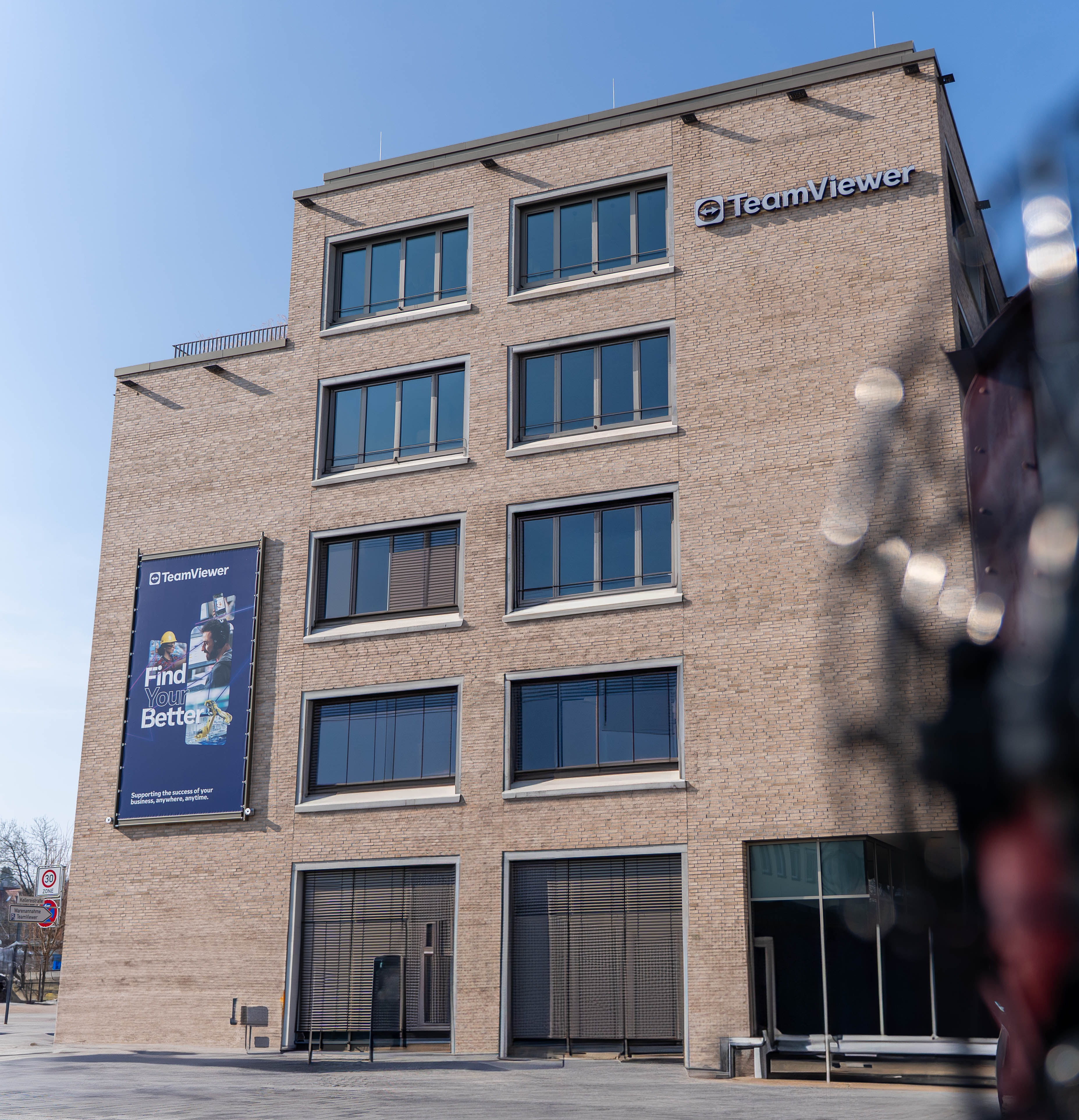
Sede da empresa em Göppingen.

TeamViewer SE é uma companhia alemã de software, seu nome vem do software de manutenção remota TeamViewer.
Foi fundada em 2005 e sua sede fica em Göppingen na Alemanha.

## História
A fundação do empresa remonta ao lançamento da primeira versão do software Teamviewer em 2005. Para reduzir as viagens aos clientes, foi desenvolvido o software Teamviewer. O modelo de negócios permite que usuários privados usem o software gratuitamente, enquanto as empresas precisam adquirir uma licença paga.
Em 2010, a Teamviewer foi adquirida pela GFI Software.
Em julho de 2014, a empresa de investimentos britânica Permira adquiriu a Teamviewer e apoiou a empresa no desenvolvimento de sua base de clientes internacionais e na expansão do escopo de seus produtos. Com um preço de compra de cerca de 1 bilhão de dólares, a empresa foi classificada como o chamado unicórnio.
A listagem inicial na Bolsa de Valores de Frankfurt ocorreu em setembro de 2019, Com um volume de emissão de 2,21 bilhões de euros, foi o maior IPO de uma empresa de tecnologia alemã desde 2000 e o maior IPO da Europa em 2019. No final de 2019, as ações da Teamviewer foram incluídas no MDAX e no TecDAX.
A partir de 2020, a Teamviewer investiu mais na expansão de soluções para a Indústria 4.0. Em julho de 2020, foi adquirida a Ubimax, especialista em software de realidade aumentada por 136 milhões de euros, foi a primeira grande aquisição na história da empresa.
Em setembro de 2021, a Teamviewer lançou a plataforma de ensino digital Classroom. O produto inclui funções para colaboração digital, salas separadas para trabalho em grupo, pesquisas em tempo real e conexão com outras plataformas de aprendizagem.
Em março de 2022, a TeamViewer mudou forma jurídica de Aktiengesellschaft para Societas Europaea, a reformulação de sua razão social foi aprovada pelos acionistas em 17 de março de 2022 e em 15 de março de 2023, a mudança foi conluida e a empresa passou a se chamar TeamViewer SE.
Em junho de 2024, a TeamViewer disse que foi alvo de um ataque do grupo de hackers russo APT29. O incidente foi limitado ao ambiente interno de TI, os dados do cliente não foram afetados. De acordo com a empresa, não havia acesso ao ambiente de produto separado ou à plataforma de conectividade.
Em dezembro de 2024, foi anunciado que a TeamViewer estava adquirindo a empresa britânica 1E, fornecedora líder de serviços de software de experiência digital do funcionário (DEX) por 720 milhões de dólares.

## Produtos
A Teamviewer ficou conhecida acima de tudo com uma solução para acesso remoto, controle remoto e manutenção remota de computadores e dispositivos móveis. O software suporta todos os principais sistemas operacionais de desktop, smartphone e tablet, incluindo Microsoft Windows, macOS, Linux e em sistemas operacionais móveis, como Android e iOS. Para uso privado e não comercial, o software é limitado em sua gama de funções e pode ser usado gratuitamente.
A plataforma Teamviewer permite o acesso e a rede a partir de uma ampla gama de dispositivos nas empresas. Por meio da aquisição da empresa de software 1E, a empresa integrou recursos de experiência digital do funcionário (DEX) que fornecem detecção precoce e resolução automatizada de problemas de dispositivos para reduzir o impacto potencial na produtividade.Além disso, o Teamviewer oferece aplicativos de realidade aumentada para facilitar os processos de trabalho na indústria, por exemplo, na manutenção e reparo de máquinas e sistemas.

### Divisões
- TeamViewer Remote: O primeiro produto desenvolvido pela empresa, uma solução de acesso remoto, controle remoto e suporte remoto.[3]
- TeamViewer Tensor: Plataforma de conectividade remota baseada em nuvem para empresas de grande escala.[3]
- TeamViewer Frontline: Plataforma corporativa de produtividade que utiliza soluções de realidade aumentada para otimizar tarefas em campo.[3]
- TeamViewer Remote Management: Plataforma que permite o gerenciamento, monitoramento, rastreamento e correção de computadores, dispositivos e software remotamente.[3]
- TeamViewer Mobile Device: Solução para integrar, implantar, gerenciar e solucionar problemas de dispositivos móveis corporativos.[3]
- Tensor Embedded: Solução de conectividade remota incorporada para suporte pós-venda de equipamentos conectados.[3]
- Segurança de Endpoint: Soluções focadas na segurança de dispositivos remotos, como por exemplo proteção de acesso e comunicação.[3]

Seus produtos são usados em diversos setores economicos como o Automotivo, Logística, Manufatura, Varejo, Saúde, Educação, Bancário e Financeiro.